# 亞諾斯地區 (委內瑞拉)

亞諾斯地區

亞諾斯地區（西班牙語：Región de Los Llanos，意即「平原」）是委內瑞拉的9個政治行政區域之一，範圍包含阿普雷州（不含帕埃斯市）與瓜里科州。人口1,181,650人，面積141,486平方公里。最大城市為阿普雷河畔聖費爾南多。
亞諾斯地區位於委內瑞拉中部，地勢低平；經濟以農業和畜牧業活動為主，人口密度較低。
- 瓜里科州的Hato Masagüaral（西班牙语：Hato Masagüaral）保護區
- 當地的牛群
- 瓜托波國家公園